# Scaevius milii
Scaevius milii (лат.) — вид морских лучепёрых рыб из монотипического рода Scaevius семейства нитеперовых (Nemipteridae).

## Описание
Тело умеренно вытянутое, сжато с боков. Зубы ворсинчатые или мелкие, конические; расположены полосками на обеих челюстях; передние зубы на нижней челюсти слегка увеличены; ряд мелких клыковидных зубов в задней части нижней челюсти. На первой жаберной дуге 9—12 коротких жаберных тычинок. В длинном спинном плавнике 10 колючих и 9 мягких лучей. В анальном плавнике 3 колючих и 7 мягких лучей. Вторая колючка обычно более мощная и длиннее первой и третьей. Грудные плавники короткие, их окончания не доходят до анального отверстия, в них 2 неразветвлённых и 14—17 разветвлённых мягких лучей. Брюшные плавники длинные, их окончания доходят до или заходят за анальное отверстие. Хвостовой плавник с небольшой выемкой. На верхней части головы чешуя не доходит до уровня глаз. Рыло, подглазничные и височные кости без чешуи. На щеке 5—6 поперечных рядов чешуи. Задний край подглазничной кости зазубренный. Есть чешуя на предкрышке и крышке. Задний край предкрышки зазубренный. Верхний край жаберной крышки с небольшим плоским шипом. В боковой линии 40—45 чешуй. Над боковой линией 2—3 поперечных ряда чешуй, под боковой линией — 14—16 поперечных рядов чешуи.
Верхняя часть головы тёмно-оливковая, бока тела несколько бледнее, брюхо белое. Беловатая полоса начинается над глазом и проходит до окончания спинного плавника; вторая полоса бледно-голубого цвета идёт от глаза до верхней части хвостового стебля; вторая, чуть более широкая, беловатая полоса проходит от глаза почти до верха основания грудного плавника и затем вдоль тела до середины основания хвостового плавника. Ещё одна бледно-голубая полоса идёт от низа глаза до основания грудного плавника. Промежутки между этими полосами коричневато-оранжевые. На рыле две синие полосы; первая соединяет глаза через ноздри; а вторая проходит поперек передней части рыла. Две узкие синие линии под глазом пересекают подглазничную кость. На верхней части основания хвостового плавника расположено чёрное пятно.
Максимальная длина тела 20 см, обычно до 15 см.

## Ареал и места обитания
Распространены у берегов севера Австралии от залива Карпентария до островов Аброхос (Западная Австралия). Обнаружены также в прибрежных водах Папуа — Новой Гвинеи.
Обитают на мелководье на глубине до 20 м над рифовыми зонами и над песчаными и илистыми грунтами. Питаются мелкими рыбами и донными беспозвоночными.